# Cantó de Le Gosier-2
El cantó de Le Gosier-2 era una divisió administrativa francesa situat al departament de Guadalupe a la regió de Guadalupe.

## Composició
El cantó comprenia part de la comuna de Le Gosier.

## Administració
| Període                                  | Identitat           | Partit        | Qualitat |
| ---------------------------------------- | ------------------- | ------------- | -------- |
| 2001-2008                                | Roberte Jeanne-Méri | Divers gauche |          |
| 2008-                                    | Amélius Hernandez   | Divers gauche |          |
| Les dades anteriors no són pas conegudes |                     |               |          |

## Reorganització cantonal
En la reorganització cantonal que va entrar en vigor el 2015 el cantó de Le Gosier-2 va ser suprimit.